# 세르카니아스 마드리드

로고

2017년 8월 노선도

세르카니아스 마드리드(Cercanías Madrid)는 스페인 마드리드 및 그 대도시권에서 제공되는 통근 열차 서비스이다. 렌페의 통근 열차 종류인 세르카니아스에 의해 운영된다. 2004년 3월 11일 열차 폭탄 테러의 표적이 된 것으로도 유명하다. 노선 총 거리는 339.1km이다.

## 운행
심야에 열차는 운행하지 않는다. 열차 운행 빈도가 통과하는 도시의 규모와 구간의 교통량에 의해 결정된다.

## 같이 보기
- 마드리드 지하철
- 렌페
- 통근철도
- S반
- 일드프랑스 RER